# 키프로스 퍼스트 디비전
키프로스 퍼스트 디비전(그리스어: Πρωτάθλημα Α΄ Κατηγορίας) 혹은 프로타트리마 A 카티고리아스는 키프로스의 최상위 축구 리그로 현재 14개팀이 참가하고 있다.

## 개요
키프로스 퍼스트 디비전은 2007년부터 2016년까지 리그 마르핀 라이키(그리스어: Πρωτάθλημα Μαρφίν Λαϊκή, 영어: League Marfin Laiki)라고 불리기도 했는데 이는 후원사인 라이키 은행의 명칭을 딴 것이었다.
2016년부터 2023년까지는 키프로스의 이동 통신사인 CYTA사의 명칭을 따서 공식적으로 Cyta 챔피언십(그리스어: Πρωτάθλημα Cyta)이라고 불렸다가 현재는 키프로스 리그 바이 스토익시만이라고 불리고 있으며 1934-35 시즌부터 시작된 이후 2006-07 시즌까지는 범키프로스 챔피언십 또는 키프로스 챔피언십이라는 명칭으로 불리기도 했다.

## 역사
키프로스에 축구가 도입된 것은 20세기에 영국으로부터였다. 처음에는 학교에서 경기가 이루어졌고, 곧 몇 개의 팀이 생기면서 최고의 인기스포츠로 자리매김해갔다.
1911년부터 아노르토시스 파마구스타 FC의 설립과 함께 1932년에 첫 대회이자 비공식대회인 키프로스 챔피언십 대회가 만들어질때까지 많은 클럽팀들이 탄생하였다. 매 시즌마다 챔피언십에 참가하는 팀들은 바뀌었는데, 이는 몇몇 팀간의 분쟁 때문이었다.
축구팀이 점점 더 많이 설립되면서, 많은 팀들이 정규스포츠로서의 통합화된 공식적인 대회를 설립하는 데 협의를 하였다. 그리고 1934년 9월에 키프로스 축구 협회(CFA)가 만들어졌고, 공식적인 키프로스 챔피언십과 키프로스컵이 매년 개최되었다. 1935년의 첫 번째 챔피언십 우승 팀은 트라스트 AC였는데 이팀은 3년 후인 1938년에 해체되었다. 1930년대에는 APOEL FC가 독주하였는데, 1940년대 초까지 다섯번의 우승을 가져갔다. 전 세계의 다른 챔피언십과 마찬가지로 키프로스 챔피언십도 2차 세계대전 때문에 1941년부터 1945년까지 중지되었었다.
2차 대전의 결과로 그리스 내전이 발생하였는데 이는 그리스인들 사이의 많은 광신도에 의해 야기되었다. 키프로스의 대다수를 차지하는 그리스계 키프로스인들 때문에, 스포츠를 포함한 키프로스 사회에도 많은 영향이 있었다. 1948년에는 몇몇 클럽팀들이 정치적으로 연관되어서 전쟁에 책임이 있는 좌익으로 비판받기도 했다. 이러한 팀의 몇몇 축구선수들은 자신의 팀을 비난하였으나, 팀으로부터 곧 제명당하였다. 제명당한 선수들은 새 클럽을 만들고, 그들만의 협회와 그들만의 대회를 만드는 데 협조하기도 하였다. 이로 인해 1953년까지 키프로스에는 두개의 축구협회가 존재하고 있었다. 하지만 1953년에 두개의 축구협회는 키프로스 축구 협회로 통합하였고, 1948년에 따로이 만들어진 팀들은 키프로스 축구 협회의 일원으로 받아들여졌다. 이중 오직 AC 오모니아만이 1부 리그에 참가하는 것이 허용되었다. 그 시즌부터 많은 클럽이 더 참가하였기 때문에 승격 및 강등제가 키프로스 축구에서 실시되기 시작하였다.
통합된 키프로스 챔피언십은 단 두 시즌 만에 분열되었다. 체틴카야 투르크 SK라는 팀은 터키계 키프로스인이 설립한 축구팀이고 1934-35시즌부터 1부리그에 참가해왔던 팀인데, 1955년에 챔피언십에 참가하는 것을 포기하고 다른 터키계 키프로스팀들과 키프로스 터키 축구 협회를 설립하여 그들만의 대회를 만들었다. 이러한 행동의 배후에는 정치적인 면이 깔려 있었는데, 터키계 키프로스인의 지도부가 섬의 분할을 지지했기 때문이었다. 그러나 이 협회는 지금까지도 공인받지 못하고 있고, 이 협회에 소속된 팀들은 국제 대회에서 경기를 하지 못한다.
1960년에 키프로스가 독립이 되면서 키프로스 축구 협회는 1962년에 유럽 축구 연맹의 정식 회원국이 되었다. 1963년부터 키프로스 챔피언은 유러피언 컵에 진출할 수 있게 되었고, 컵대회 우승 팀은 UEFA 컵 위너스컵에 나갈 수 있게 되었다. 1971년부터 1부리그 준우승 팀은 UEFA 컵에 나가게 되었다. 1967년부터 1974년까지 키프로스 우승 팀은 그리스 1부 리그에 진출할 수 있었는데, 강등되었을 경우에는 다음 시즌의 키프로스 챔피언으로 대체되었다. 키프로스 팀들은 그리스 1부 리그에서 1974년의 APOEL FC를 제외하고는 매시즌마다 강등당하였다. 그러나 그 해에 벌어진 터키군의 키프로스 침공으로 인하여 APOEL FC는 리그를 기권할 수밖에 없었다.
1964년의 그리스계 키프로스인과 터키계 키프로스인 간의 키프로스 폭동으로 인하여 1963-64 시즌의 키프로스 챔피언십은 중지되었다.
AC 오모니아는 1970년대와 1980년대의 13시즌 동안 12번을 우승하면서 그 시대를 주름잡았다. 1976년에 오모니아의 선수인 소티리스 카이아파스는 39골을 기록하여 유럽을 통틀어 최다 득점자가 되어 유러피언 골든슈의 영예를 차지하였다. 1995년부터 2000년까지는 아노르토시스 파마구스타가 독주하였는데, 이 기간 동안의 패배는 단 한 번이었는데 1996년에 기록된 것이 그것이다.

## 구성
- 현재 구성

2022-23 시즌부터 14개 클럽이 리그에 참여하고 있다. 키프로스 리그는 스플릿 시스템을 적용해서 각 클럽간 두번씩 경기를 하여 매 시즌마다 26라운드의 경기를 펼친다. 정규 시즌 순위에 따라 상위 7개팀은 상위 스플릿, 하위 7개팀은 하위 스플릿으로 간다. 상위 스플릿 팀들은 리그 챔피언과 유럽 대항전 티켓을 다투고 하위 스플릿 팀들은 강등을 놓고 다투게 되는데 최하위 두팀은 곧장 키프로스 2부 리그로 강등된다. 우승 팀과 2위팀은 각각 UEFA 챔피언스리그 3차예선, 2차예선에 진출할 수 있게 되고, 리그 3~4위 팀은 UEFA 유로파컨퍼런스리그 2차 예선에 참가하게 된다. 키프로스컵 우승 팀은 UEFA 유로파리그 조별예선에 진출한다. 만약 컵 우승팀이 리그에서 유럽대항전 진출권 순위라면 5위팀이 UEFA 유로파컨퍼런스리그에 진출하고, 그중에서 UEFA 챔피언스리그 진출권 순위라면 3위팀에게 UEFA 유로파리그 진출권이 주어진다.
- 스플릿 시스템의 도입

1989-90 시즌부터 1부 리그는 13개 팀으로 리그를 진행했었던 1994-95 시즌을 제외하면, 계속 14개 팀으로 우승과 강등팀들을 정했다. 해마다 우승과 유럽 대항전 진출권의 최상위팀들과 강등팀들이 고착화되고 매 시즌 우승이나 유럽 진출 및 강등과도 거리가 먼 중위권 팀들이 생겨나면서 리그 전체적인 수준 저하 우려와 리그의 흥행을 위해 몇 년간 팀의 수를 줄이는 것에 대한 의견이 나오고 있었다. 이에 2007년, 키프로스 축구 협회는 키프로스 리그를 기존의 전통적인 정규리그 구조에서 스플릿 시스템으로 바꾸었다. 2007-08 시즌부터 2012-13 시즌까지 14개 팀 중 정규 시즌 최하위 2개팀은 곧장 강등되고 나머지 12개팀을 3개 그룹으로 나누어 우승팀과 강등팀을 정했다. 2013-14 시즌부터 2017-18 시즌까지는 정규 시즌이 끝난 후 나머지 12개팀을 2개 그룹으로 나누었다. 2018-19 시즌부터 2개팀을 줄여 총 12개 팀으로 운영하였고, 2022-23 시즌부터는 다시 14개 팀으로 운영하고 있다.

## 참가팀
| 2024-25 시타 챔피언십 |                |          |          |
| 구단명                | 순위 (2023-24) | 연고지   | 창단연도 |
| 아포엘                | 우승           | 니코시아 | 1926     |
| AEK                   | 2위            | 라르나카 | 1994     |
| 오모니아              | 3위            | 니코시아 | 1948     |
| 아리스                | 4위            | 리마솔   | 1930     |
| 파포스                | 5위            | 파포스   | 2014     |
| 아노르토시스          | 6위            | 라르나카 | 1911     |
| 아폴론                | 7위            | 리마솔   | 1954     |
| AEL                   | 8위            | 리마솔   | 1930     |
| 네아 살라미스         | 9위            | 라르나카 | 1948     |
| 에트니코스 아흐나스   | 10위           | 아흐나   | 1968     |
| 카르미오티사          | 11위           | 리마솔   | 1979     |
| 오모니아 아라디푸     | 2부 리그 우승  | 아라디푸 | 1929     |
| 오모니아 29M          | 2부 리그 2위   | 니코시아 | 2018     |
| ENP                   | 2부 리그 3위   | 파랄림니 | 1936     |

## UEFA 리그 계수 순위
| 순위 | 리그          | 점수   |
| ---- | ------------- | ------ |
| 24   | 수페르리가    | 17.125 |
| 25   | 프리미어리그  | 17.000 |
| 26   | Cyta 챔피언십 | 16.975 |
| 27   | 파르바리가    | 16.750 |
| 28   | 리가 I        | 16.000 |